# Tramway de Toyama
Le tramway de Toyama est le réseau de tramways de la ville de Toyama, au Japon. Il comporte six lignes commerciales exploitées par la compagnie Toyama Chihō Railway.

## Historique
Le réseau actuel est issu de deux réseaux distincts.

### Réseau urbain
Le tramway de Toyama ouvre le 1er septembre 1913.
La ligne circulaire est entrée en service en décembre 2009, à la suite de l'ouverture de la ligne Toyama Toshin.

### Ligne «Portram»
La ligne est ouverte en 1924 par la compagnie Fugan Railway (富岩鉄道, Fugan Tetsudō) en tant que ligne de train. Après avoir transféré la ligne à la compagnie Toyama Electric Railway (富山電気鉄道, Toyama Denki Tetsudō) en 1941, celle-ci est nationalisée en 1943 et prend le nom de ligne Toyamakō (富山港線, Toyamakō-sen). En 1987, à la suite de la privatisation des JNR, la ligne passe sous le giron de JR West. Le 29 avril 2006, la ligne est transférée à la compagnie Toyama Light Rail et transformée en ligne de métro léger (light rail). Elle prend le nom « Portram » à ce moment-là.

### Réunification
Le 22 février 2020, la compagnie Toyama Light Rail est intégrée à Toyama Chihō Railway. Le 21 mars 2020, une nouvelle liaison passant sous la gare de Toyama est ouverte permettant la connexion du réseau urbain et de la ligne Portram. De nouvelles lignes commerciales sont créées, offrant la possibilité de traverser la ville du nord au sud, jusqu'ici impossible sans correspondance.
À cette même date, les stations de Hasumachi et Ohirota sont renommées respectivement Hasumachi (Babakinenkōen-mae) et Hagiurashōgakkō-mae.

## Caractéristiques
Le réseau urbain, appelé Toyama Shinai Kidō-sen (富山市内軌道線) ou bien Shinai Densha (市内電車). Il consiste officiellement en cinq lignes ou tronçons :
- Ligne principale (本線) : Minami-Toyama-Ekimae — Toyama-Ekimae
- Embranchement (支線) : Toyama-Ekimae — Marunouchi
- Ligne Yasunoya (安野屋線) : Marunouchi — Yasunoya
- Ligne Kureha (呉羽線) : Yasunoya — Daigaku-mae
- Ligne Toyama Toshin (富山都心線) : Marunouchi — Nishichō

La Ligne Toyama Chihō Toyamakō (en) (Ligne Toyamakō (富山港線, Toyamakō-sen)), officiellement surnommée "Portram", est une ligne de tramway longue de 7,6 km reliant le centre-ville de Toyama au port de la ville.
Les lignes commerciales sont au nombre de six.
| Ligne   | Itinéraire                                                                                                |
| ------- | --- |
| Ligne 1 | Minamitoyamaeki-mae - Gare de Toyama                                                                      |
| Ligne 2 | Minamitoyamaeki-mae - Gare de Toyama - Daigaku-mae                                                        |
| Ligne 3 | Gare de Toyama → Marunouchi → Grand Plaza-mae → Gare de Toyama (ligne circulaire)                         |
| Ligne 4 | Iwasehama - Gare de Toyama - Minamitoyamaeki-mae                                                          |
| Ligne 5 | Iwasehama - Gare de Toyama - Daigaku-mae                                                                  |
| Ligne 6 | Iwasehama → Gare de Toyama → Marunouchi → Grand Plaza-mae → Gare de Toyama → Iwasehama (ligne circulaire) |

## Matériel roulant

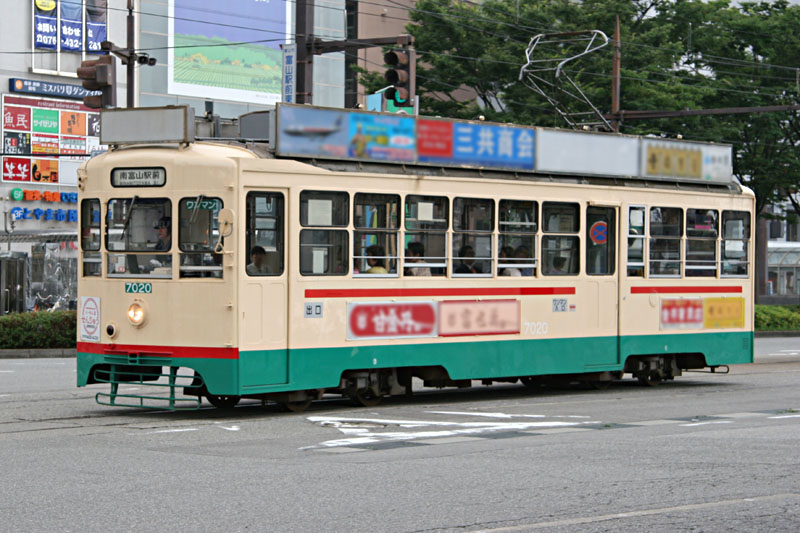
série 7000
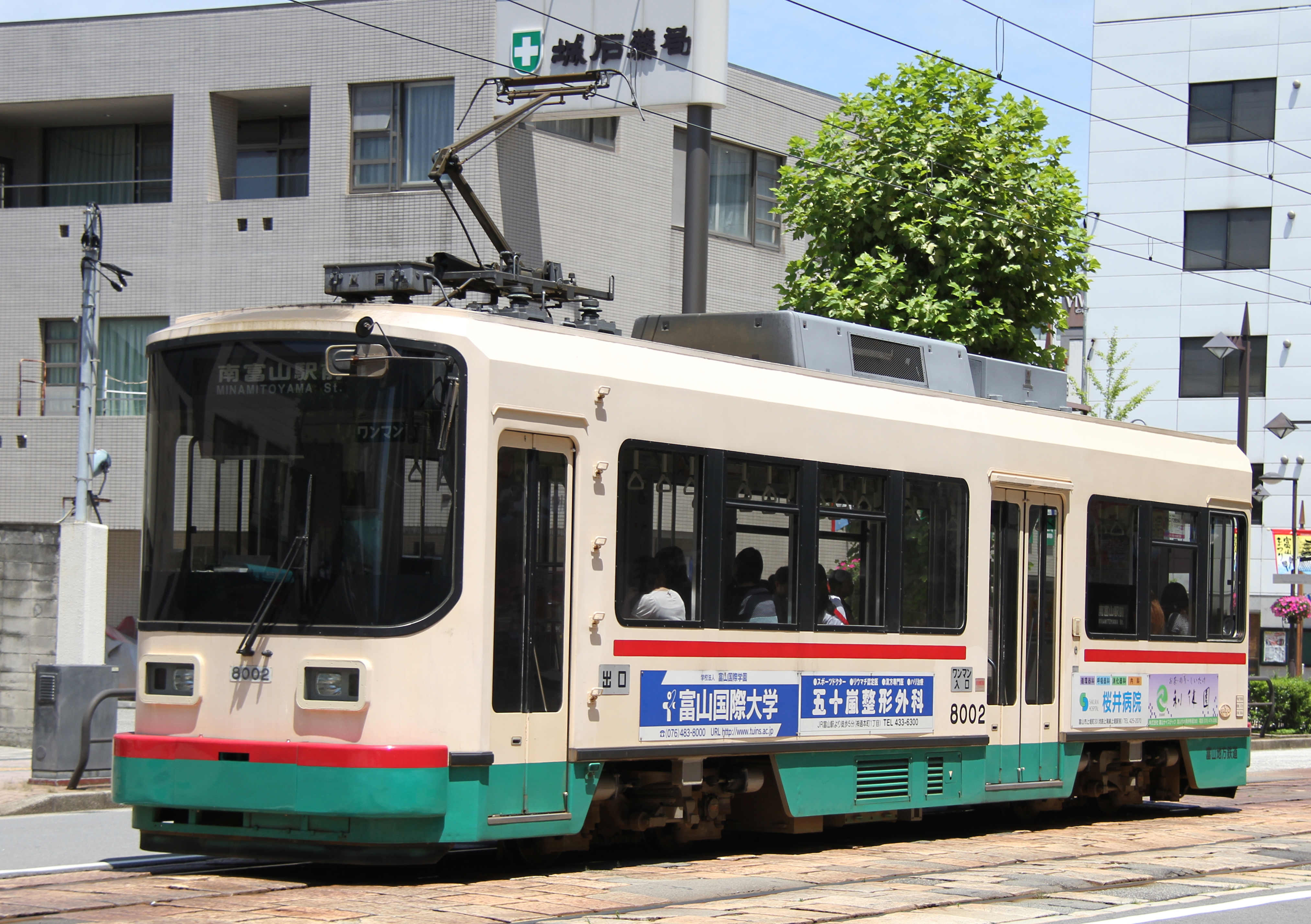
série 8000
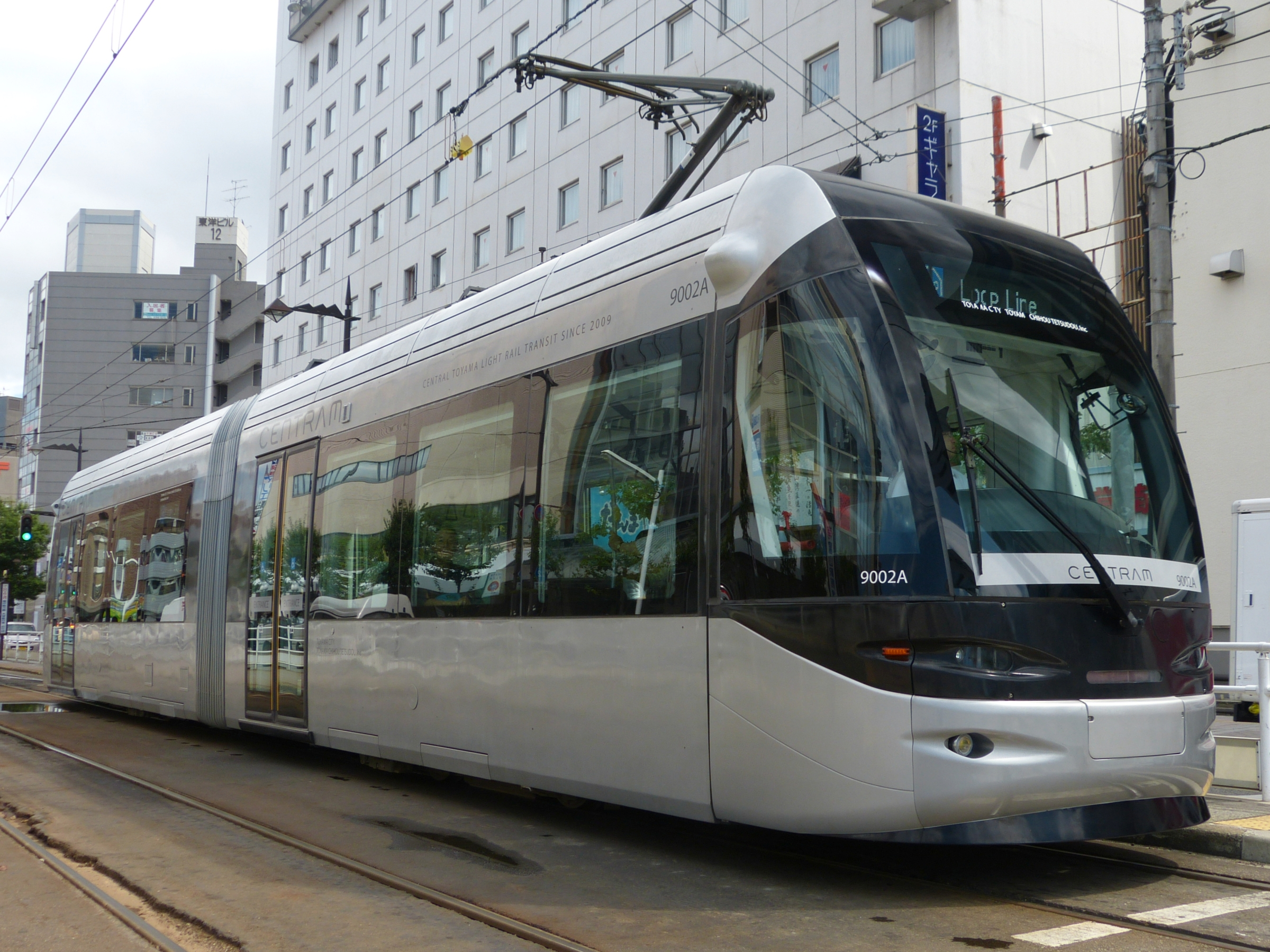
série 9000 (Centram)
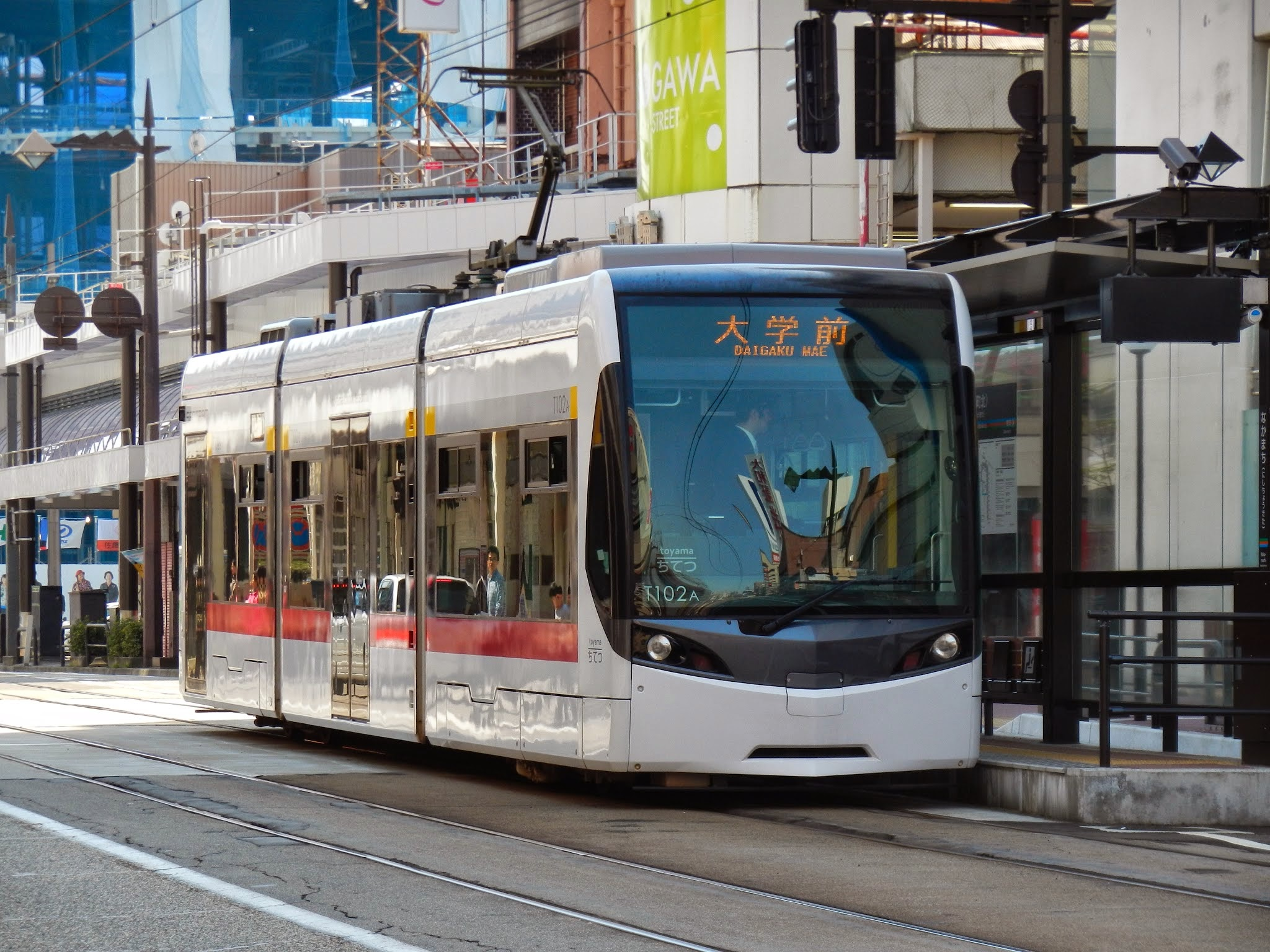
série T100 (Santram)
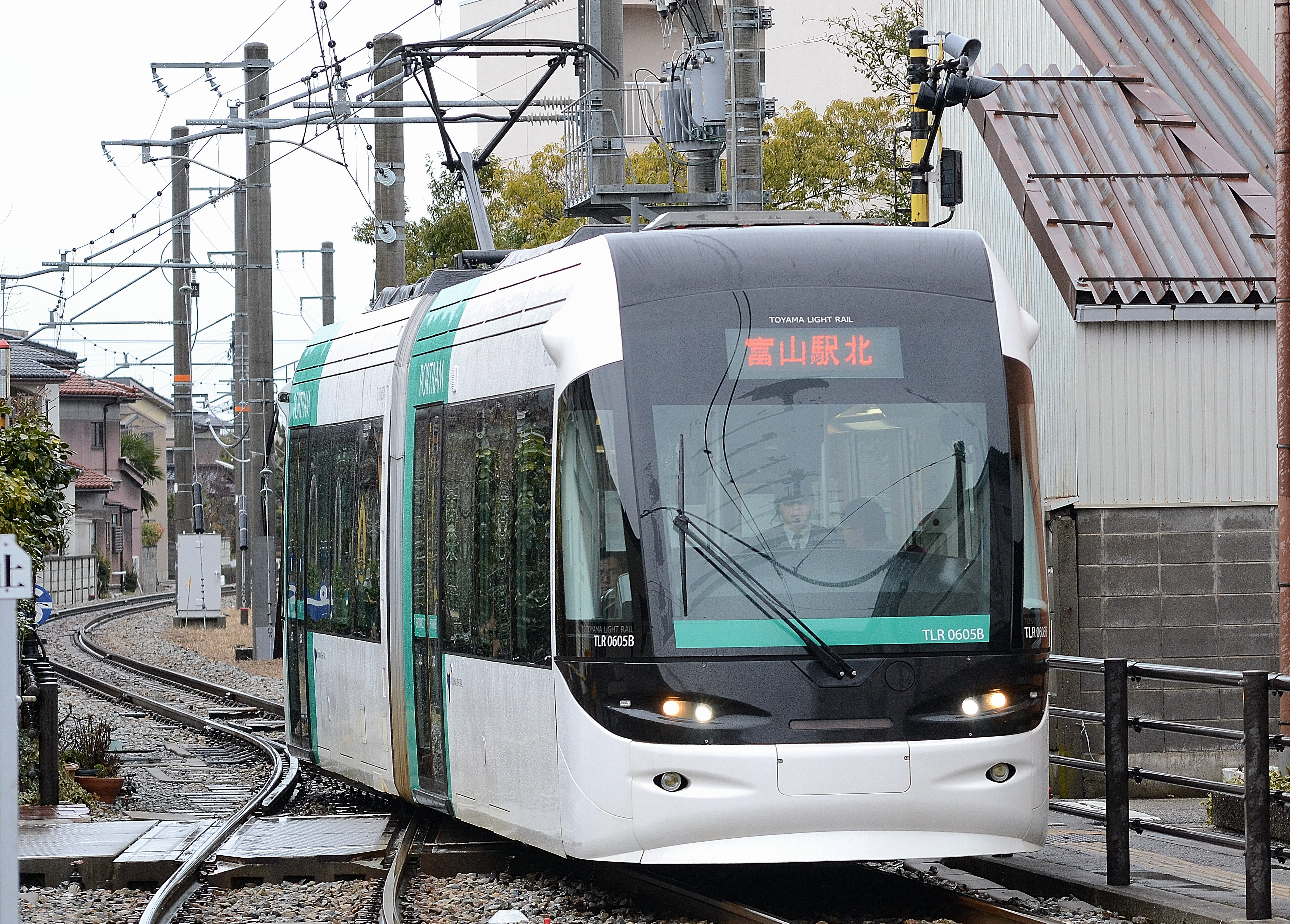
série TLR 0600 (Portram)